# Хуан Діас де Соліс
Хуан Діас де Соліс (ісп. Juan Díaz de Solís; 1470 — 20 січня 1516) — мореплавець та дослідник нових земель Доби великих географічних відкриттів.

## Біографія
Його походження спірне. В одному документі вказано, що він був португальцем на службі в Кастилії і ймовірно народився в Португалії в родині вихідців з Андалусії. В інших стверджується, що він, можливо, народився у місті Лебріха, провінція Севілья, Іспанія.
Він керував іспанськими експедиціями на Юкатан в 1506—1507 роках та у Бразилію в 1508 році (разом з Вісенте Пінсоном). У 1512 році по смерті Амеріго Веспуччі він став головним картографом та навігатором Іспанії при Касі-де-Контратасьйон та разом з Хуаном Веспуччі був призначений головою комісії, яка складала таємну морську мапу Іспанської імперії — Падрон-Реал.
Через два роки після призначення Хуан Діас де Соліс вирушив в експедицію з метою дослідження Південної Америки. Його три кораблі та команда з 70 осіб вирушили з міста Санлукар-де-Баррамеда 8 жовтня 1515 року та провели дослідження узбережжя до Ла-Плати.
Проте, під час дослідження Ла-Плати, Діас де Соліс та кілька матросів були атаковані індіанцями чарруа. За словами тих, хто вижив, він та захоплені в полон іспанці були вбиті та з'їдені індіанцями. Після цієї події експедиція повернулися до Іспанії під керівництвом його зведеного брата, Франсіско де Торреса.
Фернан Магеллан назвав спільне гирло двох річок Ріо-де-Соліс (з середини XVI ст. — Ла-Плата).